# Le Bruit du temps
Le Bruit du temps est un recueil d'essais autobiographiques en prose du poète acméiste russe Ossip Mandelstam, paru en 1925 à Saint-Pétersbourg, en URSS. L'écriture du Bruit du temps est réalisée à l'automne 1923 à Gaspra, en Crimée, puis durant l'hiver, le printemps et l'été 1924 à Leningrad et à Aprelevka, dans les environs de Moscou. L'ouvrage est écrit à la demande d'Isaïe Lejnev (1891-1955), éditeur, autrefois, de la revue Rossia puis de Novaïa Rossia. Mais il l'a finalement refusé parce que, selon la témoignage de Nadejda Mandelstam, « il attendait autre chose, sur sa propre enfance ou sur celle de Chagall et celle de Mandelstam lui semblait fade ». Personne ne voulait publier ce recueil « sans sujet ni intrigue, sans point de vue de classe et sans portée sociale ». Un cousin d'Alexandre Blok qui travaillait dans une maison d'édition privée s'y intéressa . La première publication complète sort alors en 1925 aux éditions russes Vremia (ru) et reçoit un accueil réservé,,.

## Contenu
Les quatorze courts essais sont des souvenirs de l'enfance et de l'adolescence du futur poète. Mais il ne s'agit pas d'un récit autobiographique détaillé. Mandelstam a souvent exprimé sa méfiance à l'égard de la biographie. Il juge ce modèle de roman dépassé et écrit dans un essai de 1922 La Fin du roman

« Le destin futur du roman ne sera rien d'autre que l'histoire de la pulvérisation de la biographie en tant que forme de l'existence personnelle. »

Chaque essai propose un thème, une image centrale autour de laquelle se regroupent des impressions hétérogènes et des réflexions culturelles. La personnalité du héros narrateur est une figure silencieuse qui est le centre de son attention avec le monde qui l'a façonnée. « Je n'ai pas envie de parler de moi mais d'épier les pas du siècle, le bruit et la germination du temps. Ma mémoire abhorre tout ce qui est personnel. » Ce monde comprend la famille mère, l'école, Saint-Pétersbourg, la Finlande, Riga, la ville des parents de son père, des évènements politiques des années 1890-1900. Autour de ce monde sont associés plusieurs thèmes : la grandeur du mythe de Saint-Pétersbourg, l'anxiété des années prérévolutionnaires, les origines personnelles de Mandelstam, la tradition littéraire de l'époque. Une annotation dans le catalogue d'édition disait : «C'est la fiction, mais en même temps plus que la fiction — c'est la réalité elle-même, aucune fiction arbitraire n'est déformée. Le thème du livre ce sont les années 90 du siècle dernier et le début du XXe siècle. Le livre de Mandelstam est aussi remarquable qu'il épuise l'époque. » Dans le cadre du Bruit du temps a également été imprimé Feodosia, un recueil de quatre essais consacrés à la Crimée pendant la guerre civile, qui, plus tard, ont été réimprimés comme des œuvres distinctes.
Musique à Pavlovsk

Il ne s'agit pas seulement des concerts sous la verrière de la gare de Pavlovsk, mais 

« ... de la ville de vieilles femmes, de domestiques de palais, de veuves de conseillers d'État, de commissaires de police rouquins, d'instituteurs phtisiques... de fonctionnaires corrompus qui avaient thésaurisé pour s'offrir une datcha-hôtel particulier. »

Les hommes se laissent dévorer par la seule affaire Dreyfus et les femmes par la manière d'engager puis de congédier des domestiques. Ce processus d'embauche rappelle le marché aux esclaves avec un dégoût grinçant et symbolise la complaisance de la bourgeoisie urbaine respectable.
Impérialisme d'enfance
Les rues de Saint-Pétersbourg, le Jardin d'été, l'architecture impériale, l'accumulation de soldatesque dans la ville inspirent au narrateur un impérialisme enfantin. Mais elles s'accordent mal avec les traditions propres de sa famille de moyenne bourgeoisie, avec « le cabinet paternel imprégné de l'odeur de cuir, veau et peaux mégissées, avec des conversations d'affaires entre Juifs. »
Les émeutes et les françaises
Un mélange de souvenirs inattendus réunit les émeutes estudiantines près de la cathédrale de Kazan et des nourrices et gouvernantes françaises promenant des enfants « et poussaient des soupirs en évoquant les Champs-Élysées ».
La Bibliothèque
Le dernier chapitre (indûment paré d'une pelisse de Seigneur), et La bibliothèque constituent les deux chapitres consacrés principalement à la littérature. « Dans un accès de repentir nationaliste, écrit-il, on avait engagé pour moi un véritable instituteur juif » . Mais le jeune Mandelstam n'a jamais appris l'hébreu ancien. C'est ainsi que le rayon inférieur de la bibliothèque lui apparaissait comme un chaos, comme des ruines. Au-dessus, les livres s'ordonnaient mieux et c'étaient les témoins du passage de son père par Berlin où il s'était ouvert à la culture allemande avec Schiller, Goethe... Plus haut, c'était l'apothéose réservée aux livres russes, les livres de sa mère : Pouchkine, Lermontov...
La Finlande
La Finlande dans l'Empire russe avait une autonomie interne, sa propre administration et sa propre police. Le climat sain de la nature finlandaise attire les habitants de Saint-Pétersbourg dans leurs datchas. Le mythe finlandais dans l'esprit des Russes, c'est le « Finlandais mal rasé aux yeux verts » comme disait Blok, le « confort suédois », l'esprit national indomptable.
Le Chaos judaïque
Ni avant, ni après Le Bruit du temps, Mandelstam ne parle plus avec autant de franchise de ses origines juives. Pour lui, elles sont sources d'« une scission interne tragique entre le monde de la culture impériale juive et les traditions familiales et le mode de vie de la bourgeoisie assimilée ». Les tentatives de ses parents d'inculquer une culture juive avec un instituteur d'hébreu invité à la maison échouent. Ce monde juif est perçu comme un chaos, le monde utérin inconnu d'où il est sorti et qu'il a fui et qui constitue une partie intégrante et importante de sa personnalité. Lors de son voyage à Riga chez ses grands-parents se dévoile le fossé entre les générations et les cultures. Ralph Dutli écrit à ce propos que « La relation de Mandelstam à son identité juive restera complexe et changeante, alternant les phases de mise à distance et de rapprochement » .
Les concerts d'Hofmann et de Kubelik
Josef Hofmann, pianiste, et Jan Kubelík, violoniste, tous deux compositeurs, ont fait connaître à Saint-Pétersbourg de la « folie sauvage que rien encore n'a surpassé » au cours des années 1903-1904.
L'Institut Tenichev
Cette école était l'une des plus progressistes de Russie, indifférente aux barrières sociales . Il n'y avait presque pas de devoirs et les relations entre maître et élèves étaient soulignées comme égales. « Les élèves avaient l'air d'avoir été renvoyés en Angleterre ou en Suisse, pour y être affublés d'habits n'ayant rien de russe... mais rappelaient le style de Cambridge » . Parmi les élèves les plus érudits, on retrouve Vladimir Nabokov, pour qui l'école ressemble à une école ordinaire. Mandelstam la voit avec des yeux différents. « Finalement il y avait là de bons garçons. De la même chair, du même sang que les enfants dans les portraits de Valentin Serov ». Selon Valery Choubinski, l'école est pour Mandelstam une autre façon de trouver un contact intérieur avec l'époque, un autre source du Bruit du temps.
Sergueï Ivanytch
La jeunesse de Mandelstam coïncide avec les évènements de la révolution russe de 1905-1907. Ses souvenirs coïncident avez ceux de Boris Pasternak et de Marina Tsvetaïeva. S. Ivanytch est professeur d'histoire romaine ; un répétiteur de la révolution qui « telle une chimère, il s'est évanoui à la lumière du jour historique » quand arrive la révolution.
Iouli Matveïtch
Parfois, au centre de l'histoire, une description d'un personnage particulier, comme ce parent éloigné Iouli Matveïtch qui venait assister à un conseil de famille ou à un traité de paix ponctuant un grabuge de famille. La famille Mandelstam note Ralph Dutli était « particulièrement difficile et embrouillée ». L'atmosphère familiale était oppressante .
Le programme d'Erfurt
Programme définissant la ligne politique du parti social-démocrate allemand, rédigé en 1891, sous la direction de Karl Kautsky (1854-1938) (p 78). Le poète éprouve une fascination pour le marxisme qu'il ne rencontre pas sur Le Capital mais sur Karl Kautsky. Pour lui, à 16 ans, le marxisme est une source d'« attitude forte et élancée », une alternative au vague pathos populiste.
La famille Sinani
Boris Sinani est l'un des camarades de classe de Mandelstam à l'institut Tenichev. Ce condisciple a permis à  Ossip de connaître l'enthousiasme politique. Les Sinani étaient d'ardents adeptes du Parti socialiste-révolutionnaire (SR) qui était alors un groupement dangereux qui n'excluait
pas le terrorisme. . C'est une des raisons qui décida les parents Mandelstam à envoyer Ossip à Paris où, à leurs yeux, il était exposé à des périls moins graves qu'à Saint-Pétersbourg. Il allait ainsi par cette déportation clémente découvrir la capitale de la poésie.
Dans ce même chapitre, par un jeu complexe d'associations, s'introduisent des personnages tels que Shalom Anski de culture yiddish (pseudonyme : Shloyme Zanvl Rappoport) (1856-1909), ou un ancien banquier allemand nommé Goldberg qui se prenait pour un poète. Valery Choubinski remarque à propos des essais de Mandelstam que « le résultat est un modèle d'auteur complexe et pas toujours prévisible, mais subtilement pensé de personnages et d'histoire ».
Komissarjevskaïa
L'actrice Vera Komissarjevskaïa : où « prenait-elle le mystère de son charme ? Qu'est ce qui lui donnait cette aura, celle d'une sorte de Jeanne d'Arc ? ». En créant les pièces d'Ibsen et de Maeterlinck, elle sondait le drame européen, sincèrement persuadée que l'Europe n'avait rien de mieux, de plus grand à offrir.
Indûment paré d'une pelisse de seigneur.
Vladimir Hippius, professeur de lettres, qui à la place de la littérature « enseignait aux enfants une science bien plus intéressante : la rage littéraire » est au centre de ce dernier des quatorze essais. Pédagogue et versificateur il était le cousin de la poétesse symboliste Zinaïda Hippius. Il était lui même symboliste et de première valeur selon Vladimir Nabokov.

## Influence subie
Les premiers mots de Le Bruit du temps sont empruntés à un vers de Blok : les années sourdes de la Russie. Mais les contemporains n'ont pas pu nommer facilement les influences sur le livre de Mandelstam, tant elles sont radicalement retravaillées. D. S. Mirsky souligne que la tradition littéraire de Mandelstam remonte à Alexandre Herzen et Apollon Grigoriev.

## Critiques
Vladimir Hippius, qui attirait tant Mandelstam et lui faisait peur, était hostile au Bruit du Temps et irrité d'être devenu un personnage du livre (dans le dernier chapitre intitulé : Indument paré d'une pelisse de seigneur). C'est pourtant de lui que Mandelstam a hérité de la « colère littéraire ».
Marina Tsvetaïeva réagit extrêmement vivement : « Dans la prose de Mandelstam, non seulement la divinité du poète n'a pas survécu, mais aussi l'humanité de l'homme. Qu'est-ce qui a survécu ? Un œil tranchant. »
Anna Akhmatova et Boris Pasternak, deux amis proches, ont fait l'éloge du Bruit du temps.
La philologue Anna Nizhnik attire l'attention sur les points communs de Mandelstam et de Marcel Proust qui s'expliquent par le cercle des influences (Ruskin, Henri Bergson dont Mandelstam a écouté les conférences à Paris).
Selon Valeri Choubinski, tout le texte de Le Bruit du temps dans son ensemble forme une unité musicale. L'intrigue principale est la transformation de l'histoire de la vie brute en culture.
Abram Lejnev (ru), critique littéraire, écrit en particulier : « beaucoup de choses dans le livre de Mandelstam ne sont pas opportunes, pas modernes - non pas parce qu'il parle du passé, des personnes disparues, mais parce qu'il y a une perception de la vie dans sa pièce et dans son bureau. < ... > Mais comme il a vraiment bien saisi beaucoup de choses dans cette ère de déclin social, de nationalisme dégénéré, de malheur, de lancinance, d'impuissance de l'intelligentsia ...! »,
Le critique et philologue pouchkiniste Nikolaï Lerner,, notant avec mécontentement les fantaisies stylistiques de Mandelstam, tout en appréciant généralement son livre : «...son oreille est habile à écouter même le plus silencieux, comme dans l'évier, le « bruit du temps », et dans la littérature de mémoire relative à cette époque, il n'y a guère beaucoup de pages intéressantes et talentueuses. »
En émigration, Wladimir Weidlé (un ami de longue date de Mandelstam) et D. S. Mirsky ont répondu au livre. Weidlé remarque que « ... le livre ne parle que de deux choses, de deux mondes si vous voulez : de la Russie de Saint-Pétersbourg et de sa fin, et encore du chaos juif ». Les deux mondes s'apparentent à Mandelstam, mais ils s'apparentent à lui différemment. <….> Il ne distingue pas, ne compare pas, il n'y a presque pas de pensées réelles dans son livre ; mais il transmet sans équivoque l'odeur et le goût de la Judée, et l'air de Saint-Pétersbourg, et le son des ponts de Saint-Pétersbourg,. En particulier D. S. Mirsky écrit : « il n'est pas exagéré de dire que le Bruit du temps est l'un des trois ou quatre plus importants livres de la dernière heure... <...> il est difficile de donner une idée de l'étonnante intensité de ces chapitres, où, à chaque étape, le souffle est coupé par l'audace, la profondeur et une intuition de grande fidélité historique. Remarquable est le style de Mandelstam. Comme Pouchkine l'a demandé, sa prose vit dans une seule pensée. Et ce que nos romanciers « pardonnez-moi » ne peuvent pas réaliser, Mandelstam l'atteint grâce à son énergie de pensée... »